# Abdoulaye Sané
Abdoulaye Sané (* 15. Oktober 1992 in Diouloulou) ist ein senegalesisch-französischer Fußballspieler., der aktuell bei Kowloon City in der Hong Kong Premier League spielt.

## Karriere

### Verein
Sané begann seine Karriere mit AS Douanes Dakar und startete 2010 seine Profikarriere. Nachdem er in seiner ersten Saison in 15 Spielen vier Tore erzielt hatte, unterschrieb er am 25. Juli 2011 bei Stade Rennes in Frankreich.
In seiner ersten Profisaison kam er lediglich im Pokal zu einem Kurzeinsatz und war abgesehen davon Teil der zweiten Mannschaft in der National 3. Am 9. August 2012 (2. Spieltag) wurde er gegen Girondins Bordeaux spät eingewechselt und debütierte bei der 0:1-Niederlage in der Ligue 1. In der gesamten Spielzeit 2012/13 stand Sané in 15 Ligapartien auf dem Rasen, wobei ihm zwei Torvorlagen gelangen. Zusätzlich spielte er zweimal im Ligapokal, in dem er mit der Mannschaft bis ins Finale kam, wo man an der AS Saint-Étienne scheiterte. Dennoch lief er weiterhin für das Reserveteam in Frankreichs fünfter Liga auf.
Zur Saison 2013/14 wurde Sané an den Zweitligisten Stade Laval verliehen. Dort kam er in der Ligue 2 auf nur vier Einsätze zu Beginn der Spielzeit und wurde auch hier teilweise bei der Zweitvertretung eingesetzt. Im Sommer 2014 kehrte Sané zur Reserve von Rennes zurück, wo er in der Saison 2014/15 in vier Spielen zwei Tore erzielte. Im Jahr darauf gelangen ihm in der Spielzeit 2015/16 15 Treffer in 21 Einsätzen, er wurde jedoch nie bei den Profis eingesetzt.
Daraufhin wechselte er zur Saison 2016/17 zu Red Star Paris in die Ligue 2. Dort avancierte Sané zum Stammspieler, wurde jedoch häufig nur eingewechselt. In 34 Ligaspielen erzielte er vier Tore, in der Coupe de France gelangen ihm zwei Treffer in einem Spiel und im Ligapokal spielte er auch einmal. Mit seinem neuen Team stieg er allerdings in die National ab. 2017/18 traf er in wettbewerbsübergreifend 34 Partien 15 Mal und stieg als Meister direkt wieder in die Ligue 1 auf.
Dennoch wechselte er im Sommer 2018 innerhalb der Ligue 2 zum FC Sochaux. In seiner ersten Saison 2018/19 bestritt er 33 Ligaspiele, traf viermal und kam in den Pokalwettbewerben auf drei weitere Einsätze mit einem Torerfolg. In der Spielzeit 2019/20 spielte Sané 25 Ligaspiele und konnte dabei zehn Treffer erzielen, wobei er in der coronabedingt verkürzten Saison absoluter Stammspieler war. Dabei wurde er im Oktober 2019 zum besten Spieler des Monats gekürt.
Vor der Saison 2020/21 wechselte Sané nach Saudi-Arabien zu al-Taawoun in die Saudi Professional League. In 27 Ligaspielen gelangen ihm dort zwei Tore und drei Vorlagen. Im King’s Cup absolvierte er drei weitere Partien, in denen er eine Vorlage beisteuerte und mit der Mannschaft als Titelverteidiger im Finale am al-Faisaly FC scheiterte. Nach einer Spielzeit bei al-Taawoun trennten sich Spieler und Verein und Sané war zunächst vereinslos.
Nach einem Jahr ohne Verein unterschrieb er beim Churchill Brothers SC in der I-League, der höchsten indischen Spielklasse. Dort schoss er 2022/23 sieben Tore in 17 Ligaspielen. Im Baji Rout Cup schoss er drei Tore in zwei Partien und wurde mit seinem Team Zweiter. Jedoch trennten sich Sané und der Verein erneut im März 2023 und er war wieder auf der Suche nach einem neuen Klub.
Nach erneut fast einem Jahr kehrte Sané nach Europa zurück und schloss sich Olympique Nîmes in der dritten französischen Liga an, nachdem er bereits einen Monat zuvor ein Probetraining beim Verein absolvierte. Dort kam er bis zum Saisonende 2023/24 auf sechs Einsätze, in denen er zweimal treffen konnte. Auch hier verließ er den Verein nach der Saison und war vereinslos.
Anfang des Jahres 2025 unterschrieb Sané bei Kowloon City in der Hong Kong Premier League.

### Nationalmannschaft
Im November und Dezember 2011 nahm Sané mit dem senegalesischen U23-Nationalteam am U-23-Afrika-Cup 2011 teil und traf dort in fünf Spielen einmal. Als Vierter qualifizierte sich das Team für die finale Qualifikationsrunde Olympischen Spiele 2012 in London. Auch dieses Spiel bestritt er, wobei er beim Sieg über den Oman auch traf.
Sané gehörte zudem zum vorläufigen Kader jener Olympischen Spiele, schaffte es allerdings nicht in die Turniermannschaft.
Am 25. Juni 2011 debütierte er bereits für die senegalesische A-Nationalmannschaft, als er bei 0:2-Niederlage in einem Freundschaftsspiel gegen Kolumbien in der Startelf stand. Fast zwei Jahre später stand er ein weiteres Mal in der WM-Qualifikation im Kader, wurde jedoch nicht eingesetzt.

## Erfolge
Red Star Paris
- Französischer Drittligameister: 2018  ▲

Individuell
- Spieler des Monats der Ligue 2: Oktober 2019